# Ажье, Пьер Жан
Пьер Жан Ажье (фр. Pierre Jean Agier; 1748—1823) — видный деятель Великой французской революции, отлично образованный юрист, председательствовавший в трибуне «десяти», открытого тогда для окончания нерешённых уголовных дел, публицист. 
Пьер Жан Ажье родился 28 декабря 1748 года.
Принадлежа к религиозной секте янсенистов Пьер Жан Ажье столько же занимался и вопросами богословскими, сколько юридическими.
Из юридических его исследований пользовались известностью: «Le jurisconsulte national» (Париж, 1789); «Vues sur la reformations des lois civiles» (1793); «Du mariage dans ses rapports avec la religion et les lois nouvelles de la France» (2 т. 1800).
Богословские его сочинения: «Psaumes, nouv. trad. sur l'hebreu» (3 т., 1809); «Prophêtes, nouv. trad. s. l'hebreu» (11 т., 1820—23); это не простой перевод, но множество толкований и разъяснений, между которыми помещены и его «Commentaires s. l'apocalypse».
Пьер Жан Ажье скончался 23 сентября 1823, в возрасте 74 лет.